# Донець Людмила Семенівна
Людмила Семенівна Донець (21 грудня 1935, Харків — 12 лютого 2016) — радянський і російський кінознавець, кінокритик, кіноредактор. Член Спілки кінематографістів Росії.

## Біографічні відомості
Народилася 21 грудня 1935 року у Харкові. Закінчила Всесоюзний державний інститут кінематографії (1968).
У 1969—1974 роках працювала редактором Одеської кіностудії.
У 1975 році переїхала до Москви. Працювала в журналі рос. «Искусство кино» (завідувачка відділом неігрового кіно і кіно країн СНД журналу). 
Автор дослідження «Іван Кавалерідзе», книги «Слово о кино» (М., 2000).
Пішла з життя 12 лютого 2016.

## Фільмографія
Кіноредактор фільмів (Одеська кіностудія):
- «13 доручень» (1969)
- «...а людина грає на трубі» (1970)
- «Море нашої надії» (1971)
- «Довгі проводи» (1971)
- «За твою долю» (1972)
- «Ринг» (1973)
- «Кожен день життя» (1973)
- «Рейс перший, рейс останній» (1974) та ін.

Сценарист:
- рос. «Вера Холодная. Прощальная краса» (2004)